# Goruševnjak
Goruševnjak – wieś w Chorwacji, w żupanii varażdińskiej, w gminie Vinica. W 2011 roku liczyła 74 mieszkańców.